# La Unión y El Fénix Español
La Unión y El Fénix Español fue una compañía de seguros española, fundada en 1879 por la fusión de las aseguradoras La Unión (1856) y El Fénix Español (1864).
Además de por su labor aseguradora, la compañía destacó por amortizar su patrimonio mediante la adquisición y reforma de inmuebles. La gran mayoría de sus edificios fueron coronados con una figura arquitectónica, en la que aparece Ganimedes sobre un ave fénix, y que a día de hoy está considerada bien de interés cultural en algunas ciudades. Dicha imagen fue también el distintivo de la empresa.
El Banco Español de Crédito (Banesto) tomó el control de la entidad desde 1988 hasta diciembre de 1993, cuando ambas empresas fueron intervenidas. Un mes después fue absorbida por la multinacional francesa AGF, que la renombró como AGF-Unión Fénix. Su desaparición definitiva se produjo en 1998, cuando Allianz compró AGF y fusionó todas sus filiales en España bajo la marca alemana.